# Grand Trunk Pacific Railway

Streckennetz der GTP (1910)

Die Grand Trunk Pacific Railway [gɹænd tɹʌŋk pəˈsɪfɪk ˈɹeɪlweɪ] ist eine ehemalige Eisenbahngesellschaft in Kanada. Die Gesellschaft wurde 1903 gegründet, um das Gebiet westlich von Winnipeg in Manitoba durch die Präriegebiete und über die Rocky Mountains bis zur Pazifikküste nach Prince Rupert zu erschließen. Sie war eine Tochtergesellschaft der Grand Trunk Railway. Zusammen mit der National Transcontinental Railway östlich von Winnipeg sollte sie eine Konkurrenz zur erfolgreichen Canadian Pacific Railway bilden.

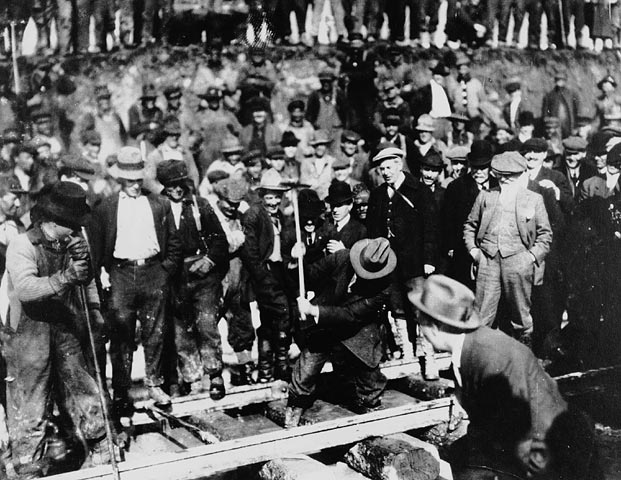
Fertigstellung der Strecke 1914 in Fort Fraser, British Columbia

Der Bau wurde von Charles M. Hays überwacht, der 1904 zum Präsidenten der Grand Trunk Pacific Railway ernannt wurde und 1910 zum Präsidenten der gesamten Grand Trunk Railway aufstieg. Die 4800 km lange Strecke wurde 1914 fertiggestellt. Sie verlief von Winnipeg über Saskatoon, Edmonton, Jasper und den Yellowhead Pass. Die Gesellschaft betrieb auch Seitenstrecken nach Regina und Calgary und Dampfschiffverbindungen von Prince Rupert nach Vancouver, Victoria, Seattle und Alaska.
In wirtschaftlicher Hinsicht war sie der mehr im Süden verlaufenden Strecke der Canadian Pacific Railway unterlegen. Das erwartete hohe Passagieraufkommen blieb aus. Kurz nach Ausbruch des Ersten Weltkriegs geriet die Gesellschaft in finanzielle Schwierigkeiten. Der kanadische Staat übernahm 1919 die Kontrolle über die Gesellschaft. 1923 wurde sie schließlich von der Canadian National Railway (damals Canadian National Railways) absorbiert, die bis heute den größten Teil ihres Streckennetzes betreibt. Die ehemalige Eisenbahntrasse über den Yellowhead Pass bildete später die Grundlage für den Bau des Yellowhead Highways.